# Caisse nationale de sécurité sociale (Maroc)
Pour les articles homonymes, voir Caisse nationale de sécurité sociale.
La caisse nationale de sécurité sociale ou CNSS est un établissement public marocain, à vocation de sécurité sociale créé en 1959, son premier directeur général Abdelkarim Boujibar. 
La CNSS constitue un régime de sécurité social au Maroc, obligatoire pour les salariés de l’industrie, des services, et des professions libérales. 
Elle assure une protection contre les risques en cas de maladie, de maternité, d’invalidité ou de vieillesse. Elle sert des allocations familiales et fait bénéficier les ayants droit d’une pension de survivants et allocation de décès.
Placée pendant des dizaines d'années sous la tutelle du ministère du Travail, elle est placée en 2021 sous la tutelle du Ministère des Finances.
Le siège de la CNSS est basé à Casablanca[réf. souhaitée]. Son directeur depuis le février 2021 est Hassan Boubrik.

## Histoire
Placée pendant des dizaines d'années sous la tutelle du ministère du Travail, elle est placée en 2021 sous la tutelle du Ministère des Finances.
Depuis le 15 février 2021, le directeur de la CNSS est Hassan Boubrik. Originaire d'Agadir, il est statisticien-économiste de l'École nationale de la statistique de Paris et ex-directeur de la prévoyance sociale du ministère des Finances.
En 2023, le gouvernement étudie l'idée d'une éventuelle fusion entre la CNSS et la Caisse nationale des organismes de prévoyance sociale (CNOPS) .

### Anciens Présidents
- Abdelatif Mortaqi - Directeur par Intérim
- Said Ahmidouch - Directeur de la CNSS

## Présentation

### Description
La CNSS compte 269 848 entreprises déclarantes et 3,3 millions de salariés en 2020.
La CNSS possède 13 polycliniques couvrant une large partie du territoire national et présentes dans 9 villes : Oujda, Tanger, Kenitra, Mohammedia, Casablanca, Settat, El Jadida, Marrakech, Agadir. Ce sont des cliniques à vocation multidisciplinaire offrant des prestations de soins en hospitalisation et ambulatoire, qui couvrent la médecine, la chirurgie, l’obstétrique et la pédiatrie[réf. nécessaire]. 

### Gestion
Le conseil d’administration de la CNSS est composé de 24 membres titulaires :
- 8 représentants de l’État nommés par décret sur proposition des autorités
- 1 représentant au titre des services du Premier ministre ;
- 2 représentants pour le ministre chargé de l’emploi.
- 1 représentant pour les ministères chargés des finances, de la santé, de la fonction publique, de l’agriculture, du commerce, de l’industrie et de l’artisanat.
- 8 représentants des travailleurs
- 8 représentants des employeurs.

Le conseil d'administration 
1. Approuve le plan d’action annuel de la caisse ;
2. Arrête les comptes de la Caisse au titre de l’exercice financier précédent ;
3. Approuve le budget de la Caisse au titre de l’exercice financier suivant ;
4. Approuve le rapport annuel du directeur général relatif aux activités de la caisse ;
5. Autorise les acquisitions de biens meubles et immeubles ;

Le conseil se réunit au moins deux fois. Il peut également se réunir en séance à l’initiative de son Président.

### Législation
- Loi relative au relatif au régime de sécurité sociale en ligne.
- Dahir no 1-81-178 du 3 joumada Il 1402 (08-04-1981) portant promulgation de la loi no 26-79 étendant le régime de sécurité sociale aux employeurs et travailleurs des exploitations agricoles, forestières et de leurs dépendance.
- Dahir portant loi no 1-93-29 du 22 rabi I 1414 (10-09-1993) relatif à la coordination des régimes de prévoyance sociale.
- Dahir no 1-92-30 du 22 rabi I 1414 (10-09-1993) portant promulgation de la loi no 07-92 relative à la protection sociale des personnes handicapées.
- Décret no 2-60-313 du 11 safar 1380 (05-08-1960) relatif à l'affiliation des employeurs et à l'immatriculation des salariés à la Caisse nationale de sécurité sociale.
- Décret no 2-93-1 du 7 kaâda 1413 (29-04-1993) fixant les conditions d'application du régime de sécurité sociale aux salariés travaillant dans les entreprises artisanales.

## Cotisations
Les cotisations dues à la CNSS sont assises sur l’ensemble des rémunérations perçues par les bénéficiaires du régime de sécurité sociale, y compris les indemnités, primes, gratifications et tout autre avantage en argent ou en nature, ainsi que toutes sommes perçues directement ou par l’entremise d’un tiers, à titre de pourboire.
Les taux à appliquer sont déterminés par la loi.
Les taux suivants s’appliquent à l'entreprise, quelle que soit son activité, sauf pour les marins pêcheurs[réf. nécessaire] :
| Catégorie de prestation                | Base de calcul                                                | Taux charge patronale | Taux charge salariale | Taux global |
| 1- Prestations Familiales              | Le total des salaires réels de la période (mois/trimestre)    | 6,40%                 |                       |             |
| 2- Prestations sociales à court terme* | Le total des salaires plafonnés (chacun plafonné à 6 000 dhs) | 1,05%                 | 0,52%                 | 1,57%       |
| 3- Prestations sociales à long terme   | Le total des salaires plafonnés (chacun plafonné à 6000 dhs)  | 7,93%                 | 3,96%                 | 11,89%      |
| 4- Assurance Maladie Obligatoire       | Le total des salaires réels de la période (mois/trimestre)    | 2,26%                 | 2.26%                 | 4,56%       |
| 5- Taxe de formation professionnelle   | Le total des salaires réels de la période (mois/trimestre)    | 1,6 %                 |                       |             |

* Dont 0,57 % relatif à l'Indemnité pour perte d'emploi réparti comme suit : la charge patronale est de 0,38 % et la charge salariale est de 0,19 %.
Cas particulier des marins pêcheurs :

### Retraite et pension vieillesse
Pour pouvoir bénéficier de la retraite, certaines conditions d'âge et de nombre de jours de cotisation doivent être remplies[réf. nécessaire] :
- atteindre l'âge de soixante ans ;
- avoir cotisé au minimum 3240 jours[note 1].

Le montant de la pension minimale est de mille dirhams par mois.

Le montant de la pension correspond à 50 % du salaire mensuel plafonné (à six mille dirhams) si vous totalisez au moins 3 240 jours de cotisation. 

Ce montant est augmenté d'1 % pour chaque période d’assurance de 216 jours accomplie en sus des 3 240 jours.

Le maximum est de 70 % du salaire mensuel moyen.

### Calcul du salaire moyen
C'est la quatre-vingt-seizième partie du total des salaires soumis à cotisation et perçus par l’intéressé pendant les quatre-vingt-seize mois déclarés qui précèdent le dernier mois civil d’assurance avant l’âge d’admissibilité ou l’âge d’admission à pension.